# Publicity Pays
Publicity pays è una comica muta del 1924 diretta da Leo McCarey con protagonista Charley Chase.